# Nemecz Ernő
Nemecz Ernő (Losonc, 1920. augusztus 22. – Budapest, 2021. november 25.) állami díjas magyar geokémikus, mineralógus, krisztallográfus, egyetemi tanár, a földtudományok doktora, a Magyar Tudományos Akadémia rendes tagja. Legfontosabb tudományos eredményeit az agyagásványok kémiai tulajdonságainak, kristályszerkezetének, nómenklatúrájának és genezisének kutatása terén érte el, de a talajokban és kőzetekben lezajló ásványi átalakulások feltárása területén kifejtett munkássága is jelentős.

## Életútja
Középiskolai tanulmányait Csehszlovákiában végezte el, majd 1938-ban beiratkozott a budapesti Pázmány Péter Tudományegyetemre, ahol természetrajz–vegytan szakos tanári képesítését summa cum laude 1943-ban szerezte meg. 1942–1943-ban a Magyar Királyi József Nádor Műszaki és Gazdaságtudományi Egyetem gyakornoka, 1943-tól 1949-ig tanársegéde volt. Időközben 1944-ben doktori oklevelét is megszerezte. 1949-ben nevezték ki az akkor még a fővárosi műegyetem karaként működő későbbi Veszprémi Vegyipari Egyetemre docensnek, majd 1954-ben saját katedrát kapott, s 1990-es nyugdíjazásáig egyetemi tanári címmel vezette az ásvány- és kristálytani tanszéken folyó munkát. Egyidejűleg 1953–1954-ben az immár önállósult egyetem dékánja, majd egy évtizeden keresztül, 1971-től 1980-ig rektora volt. A földtudományok kandidátusa címet 1959-ben szerezte meg, sikeres 1968-as disszertálását követően pedig a földtudományok doktora lett. 1990 után professor emeritusként segítette a veszprémi tanszéken folyó munkát.
Tudományos munkássága mellett részese volt a közélet alakításának is. Tagja volt a Hazafias Népfront országos elnökségének, s elnökként irányította a Veszprém megyei bizottság munkáját.

## Munkássága
Tudományos munkássága homlokterében az ásványtani stúdiumok álltak, főként az agyagásványok kémiai tulajdonságaival, kristályszerkezetével és genezisével foglalkozott, jelentősen előremozdította az agyagásványok nómenklatúrájának genetikai megközelítésű vizsgálatát. Több új módszert és képalkotó eljárást vezetett be az agyag-, szerpentin- és szilikátásványok, a cink-mangán ferritek analitikája, a talajok és paleotalajok, a magmás kőzetek és ércek kémiai tulajdonságai, teleptana, illetve ásványi átalakulási, mállási folyamatainak vizsgálatában (pl. röntgendiffrakció, termikus analízis). Nevéhez fűződik a Tokaji-hegységben tömegesen előforduló zeolitok (klinoptilolit, mordenit, rectorit stb.) leírása, a scarbroit, millerit és az 1TC politípiájú (egyrétegű triklin) pirofillit magyarországi előfordulásának kimutatása. Kőzet-geokémiai vizsgálatai eredményeként leírta az illittel és szmektittel közberétegzett sárospatakitot, tanulmányozta a Karancs hegységi andezitet. Belföldi terepmunkái mellett tanulmányutakon járt Csehszlovákiában, az NDK-ban, Angliában, a Szovjetunióban és Franciaországban.
Foglalkozott a kohászati folyamatok mineralógiai és kristálytani vonatkozásaival is, így egyebek mellett leírta a bauxitfeldolgozás kristályfázisait, a polimorf átalakulások jelenségét. 1969-ben részt vett az UNESCO Nemzetközi Geológiai Korrelációs Programjának (IGCP) megtervezésében és elindításában. Aktív közreműködője volt az 1970-es évek közepén meginduló Eocén programnak, amely a magyarországi energiaszektor bővítéséhez szükséges nyersanyagvagyon feltárására szerveződött, és munkájuk eredményeként nyílhatott meg a bicskei hőerőművet kőszénnel ellátó oroszlányi, nagyegyházi és dorog-lencsehegyi bányaüzem.
Agyagásványtani monográfiája (1973) mellett szakkönyvek, egyetemi jegyzetek, magyar és idegen nyelven megjelent tudományos közlemények fűződnek a nevéhez. 1966-tól 1972-ig felelős szerkesztője volt a Földtani Közlönynek, valamint szerkesztőbizottsági tagja az Acta Geologica Hungarica című folyóiratnak. A Természettudományi kislexikon földtudományi szócikkeinek szerkesztője volt.

### Társasági tagságai és elismerései
1973-ban a Magyar Tudományos Akadémia levelező, 1979-ben rendes tagjává választották, 1976-tól 1985-ig az Akadémia igazgatóságának is tagja volt. Emellett 1980-tól 1990-ig töltötte be a Veszprémi Akadémiai Bizottság elnöki tisztét, 1985-től 1990-ig elnökölte az MTA X. Föld- és Bányászati Tudományok Osztályának munkáját, 1993-tól 1999-ig részt vett az akadémiai tudományetikai bizottság munkájában, továbbá tagja volt az MTA geokémiai, ásvány- és kőzettani tudományos bizottságának. Emellett vezető szerepet töltött be több tudományos egyesületben: 1963-tól 1969-ig vezetőségi tagja volt a nemzetközi Agyagásvány Egyesületnek (CMS), 1966-tól 1972-ig a Magyarhoni Földtani Társulat elnöki feladatait látta el, amelynek később tiszteleti tagjául is választották (emellett 1963-tól alapító elnökként vezette a társulat agyagásványtani szakosztályát), 1997 után pedig részt vett a Kossuth- és Széchenyi-díj Bizottság munkájában. Tiszteletbeli tagja a Francia Földrajzi Társaságnak.
Tudományos eredményei elismeréseként 1969-ben Akadémiai Díjat, 1972-ben MTESZ-díjat kapott. 1983-ban többekkel megosztva – Fülöp József, Schoppel János, Solymos András, Vass László és Végh Sándor mellett – az Eocén program keretein belül elvégzett munkájukért, az ásványi nyersanyagbázisok felkutatása és feltárása terén elért eredményeikért Állami Díjban részesültek. Már nyugdíjazását követően, 2000-ben vehette át az Arany János Közalapítvány a Tudományért Nagydíját, 2005-ben a Magyar Érdemrend középkeresztjét, 2008-ban az Akadémiai Aranyérmet, 2020-ban pedig a Magyar Érdemrend parancsnoki keresztjét a csillaggal. Díszdoktorává avatta a Veszprémi Egyetem, továbbá a Szentpétervári Állami Műszaki Egyetem honoris causa doktora.
Az említetteken túlmenően odaítélték neki a pozsonyi Comenius Egyetem emlékérmét, a Fjodorov-emlékérmet, valamint a prágai Cseh Műszaki Egyetem Emil Votoček-emlékérmét. Emellett kitüntetettje volt a Szocialista Munkáért érdeméremnek (1955), a Munka Érdemrend arany fokozatának (1965, 1974), a Felsőoktatás Kiváló Dolgozója elismerésnek (1967), a Szocialista Magyarországért érdemrendnek (1980) és a Kiváló Munkáért kitüntetésnek (1984).

### Főbb művei
- Ásványtan I–II: Vegyészmérnökhallgatók részére. Veszprém: Műszaki Egyetem. 1950.
- Szilikátásványok és azok teleptana I: Szilikátásványok kristálykémiája, bevezetéssel a belső szerkezet elméletébe. Veszprém: Nehézipari. 1953.
- Ásványtan. Veszprém: Vegyipari Egyetem. 1964.
- Agyagásványok. Budapest: Akadémiai. 1973.  
  - Angolul: Clay minerals. Budapest: Akadémiai. 1981.
- Anyagszerkezeti ismeretek: Kristálytan. Veszprém: Vegyipari Egyetem. 1986.
- Nyersanyagtan: Ábrafüzet. Veszprém: Vegyipari Egyetem. 1988.
- Ásványok átalakulási folyamatai talajokban. Budapest: Akadémiai. 2006.
- Nyomelemek szerepe a geológiában. Budapest: Magyar Földtani és Geofizikai Intézet. 2012.